# Matt Wilson (Krater)
Koordinaten: 15° 30′ 0″ S, 131° 11′ 0″ O
Matt Wilson ist eine elliptische Einschlagstruktur im Gregory National Park, ungefähr 17 km nördlich des Victoria River Roadhouse im Northern Territory von Australien. Die Ausmaße der Ellipse betragen 6,7 zu 7,3 Kilometer, die lange Achse verläuft in Nordost-Südwest-Richtung.
Die Struktur ist an der Erdoberfläche zu sehen.